# Quinto Vercellese

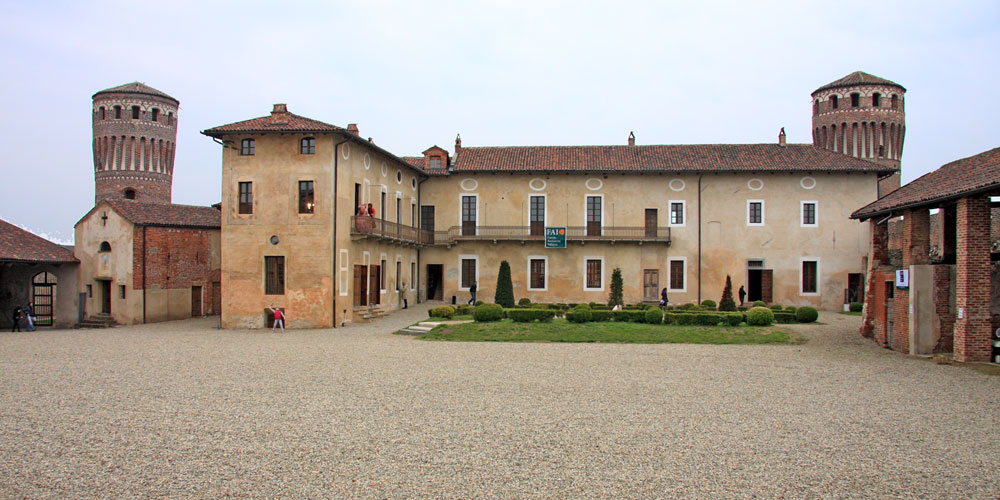
Das Castell

Quinto Vercellese (piemontesisch Quint) ist eine Gemeinde in der italienischen Provinz Vercelli (VC), Region Piemont.

## Lage und Einwohner
Quinto Vercellese liegt 10 km nordwestlich von Vercelli und hat 386 Einwohner (Stand 31. Dezember 2023). Die Nachbargemeinden sind Caresanablot, Collobiano, Olcenengo und Oldenico.
Das Gemeindegebiet umfasst eine Fläche von 11 km².